# یولی یاسایی
یولی یاسایی (مجاری: Joli Jászai؛ ۲۱ مهٔ ۱۹۰۷ – ۲۶ سپتامبر ۲۰۰۸) بازیگر اهل مجارستان بود.
از فیلم‌ها یا مجموعه‌های تلویزیونی که وی در آن‌ها نقش داشته‌است، می‌توان به مامی‌بلو (۱۹۸۶) اشاره نمود.